# Триэтилталлий
Триэтилталлий — элементоорганическое вещество, алкилпроизводное таллия с формулой Tl(C2H5)3, жёлтая жидкость, устойчив в сухом воздухе, «дымит» во влажном. По токсичности может значительно превосходить такие яды, как диметилртуть, диметилкадмий и органические соединения некоторых других тяжёлых металлов

## Получение
- Взаимодействие диэтилталлийхлорида с этиллитием:

{\displaystyle {\mathsf {Tl(C_{2}H_{5})_{2}Cl+LiC_{2}H_{5}\ {\xrightarrow {}}\ Tl(C_{2}H_{5})_{3}+LiCl}}}

## Физические свойства
Триэтилталлий — жёлтая жидкость.

## Химические свойства
- Реагирует с водой:

{\displaystyle {\mathsf {Tl(C_{2}H_{5})_{3}+H_{2}O\ {\xrightarrow {}}\ Tl(C_{2}H_{5})_{2}OH+C_{2}H_{6}\uparrow }}}